# Paula
Paula es un nombre propio femenino de origen latino que significa «pequeña» o «menor». Tiene variantes en español como Paulina y Pabla. Sus diminutivos acostumbran a ser: Paulita y Pauli . Su versión masculina es Pablo y Pau.

## Origen
Es un nombre femenino que proviene del nombre latín Paulus que significa pequeña.

## Santoral
- 26 de enero, Santa Paula de Roma.
- 26 de febrero, Santa Paula Montal.
- 18 de junio, Santa Paula.
- 29 de junio, santa Paula
- 10 de agosto, Santa Paula de Cartago.
- 6 de octubre, Santa Paula.
- 20 de julio, Santa Paula.

## Variantes en español y en otros idiomas
| Equivalencias en otros idiomas |                          |          |                        |
| Idioma                         | Traducción               | Idioma   | Traducción             |
| Español                        | Paula, Paulina y Pabla   | Gallego  | Paola                  |
| Inglés                         | Paula, Pauline           | Catalán  | Paula                  |
| Alemán                         | Paula                    | Gallego  | Paula, Paulina         |
| Francés                        | Paule, Paulette, Pauline | Ruso     | Паула, Павла (Paulova) |
| Italiano                       | Paola                    | Checo    | Pavla                  |
| Portugués                      | Paula, Paola             | Polaco   | Paulina                |
| Vasco                          | Paula, Paule             | Eslovaco | Paula                  |